# Micardia pulchra
Micardia pulchra är en fjärilsart som beskrevs av Butler 1878. Micardia pulchra ingår i släktet Micardia och familjen nattflyn. Inga underarter finns listade i Catalogue of Life.